# Mok-dong Hyperion Towers
Le Mok-dong Hyperion Towers est un complexe de trois gratte-ciel situé à Séoul en Corée du Sud.
La plus haute tour mesure 256 mètres et comporte 69 étages.